# Dashiell Hammett
Pour les articles homonymes, voir Hammett.
Œuvres principales
- La Moisson rouge, 1929
- Le Faucon de Malte, 1930
- Sang maudit, 1933

Dashiell Hammett, né le 27 mai 1894 à Baltimore, Maryland et mort le 10 janvier 1961 à New York, est un écrivain et scénariste américain. Considéré comme le fondateur du roman noir, sa contribution à la littérature américaine est d'une importance capitale. Des auteurs majeurs tels qu'Hemingway, Chandler ou le francophone Simenon ont chacun reconnu son influence sur leur propre travail.

## Biographie
Né dans une famille pauvre, d'un père alcoolique et « coureur de jupons » qui travailla comme horloger puis vendeur, Dashiell Hammett passe sa jeunesse à Philadelphie. Il part de chez lui à 14 ans, en 1908, pour mener une vie de bohème où il est initié à la loi de la rue et acquiert un goût prononcé pour le bourbon.
Après plusieurs petits boulots (coursier, employé des chemins de fer, clerc à la Bourse...), il devient détective privé pendant six ans au sein de la célèbre agence Pinkerton. En 1921, il participe à l'enquête lors de l'affaire Roscoe Arbuckle lorsque ce dernier est soupçonné du viol et de l'homicide involontaire de Virginia Rappe. Il dénonce, ensuite, un trafic d'or sur un paquebot, appréhende un homme qui avait volé une Grande Roue à San Francisco... Il côtoie le crime organisé, voit le sang couler et découvre l'importance de la corruption au sein de la société américaine. Quand l'agence Pinkerton est engagée pour briser les grèves, il démissionne. De cette expérience, il tire ensuite son inspiration pour le roman noir  (terme consacré seulement en 1944 par des intellectuels français).
Quand Hammett rencontre le succès dans son pays, on en fait l'inventeur de la Hard-boiled School (que l'on peut traduire par « l'école des durs à cuire »), en référence aux personnages violents et apparemment dépourvus de sensibilité qui fourmillent dans ses histoires. Dans la France de l'entre-deux guerres, encensé par André Gide, il est publié par les éditions Gallimard avant même la création, en 1945, de la Série noire, dans la série Les chefs-d'œuvre du roman d'aventure. En 1949, Marcel Duhamel reprend La Clé de verre dans une nouvelle traduction. Les éditions se succèdent. La Série Noire publie ses romans. Les nouvelles n'ont pas la même chance et sont publiées dans plusieurs collections de plusieurs maisons d'édition. Une édition complète des nouvelles est alors impossible du fait du veto de la veuve de Dashiell Hammett. Celle-ci meurt en 1984. Les droits deviennent accessibles. Les œuvres complètes sont publiées aux États-Unis en 1999.

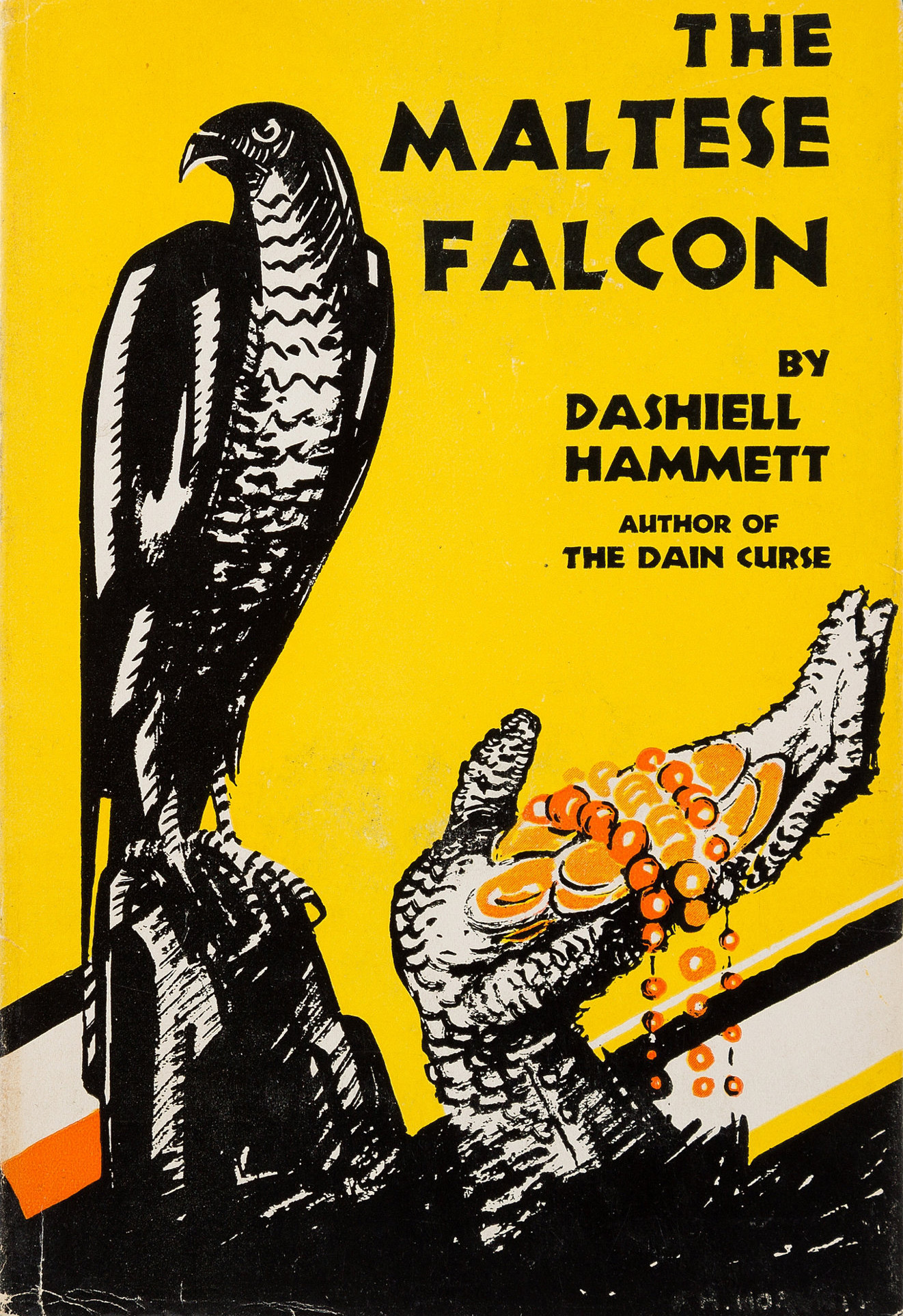
Première édition du Faucon maltais de Dashiell Hammett, 1930

Au début des années 1920, Hammett révolutionne le roman par son écriture sèche, visuelle, et des histoires dans lesquelles les notions de bien et de mal n'ont plus cours. Les archétypes des personnages du roman noir apparaissent dès La Moisson rouge en 1929 dans le pulp magazine Black Mask : détective anonyme (le Continental Op), vamp accrochée à son drogué de fiancé, magnat de l'industrie corrompu et complice de la mafia qui l'aide à briser les grèves... La rupture est totale avec les détectives classiques, chics et snobs comme Miss Marple ou Hercule Poirot. Dans Le Faucon de Malte (1930), son détective prend le nom de Sam Spade, héros interprété à l'écran par Humphrey Bogart dans Le Faucon maltais de John Huston (1941). Le roman sera adapté trois fois au cinéma.

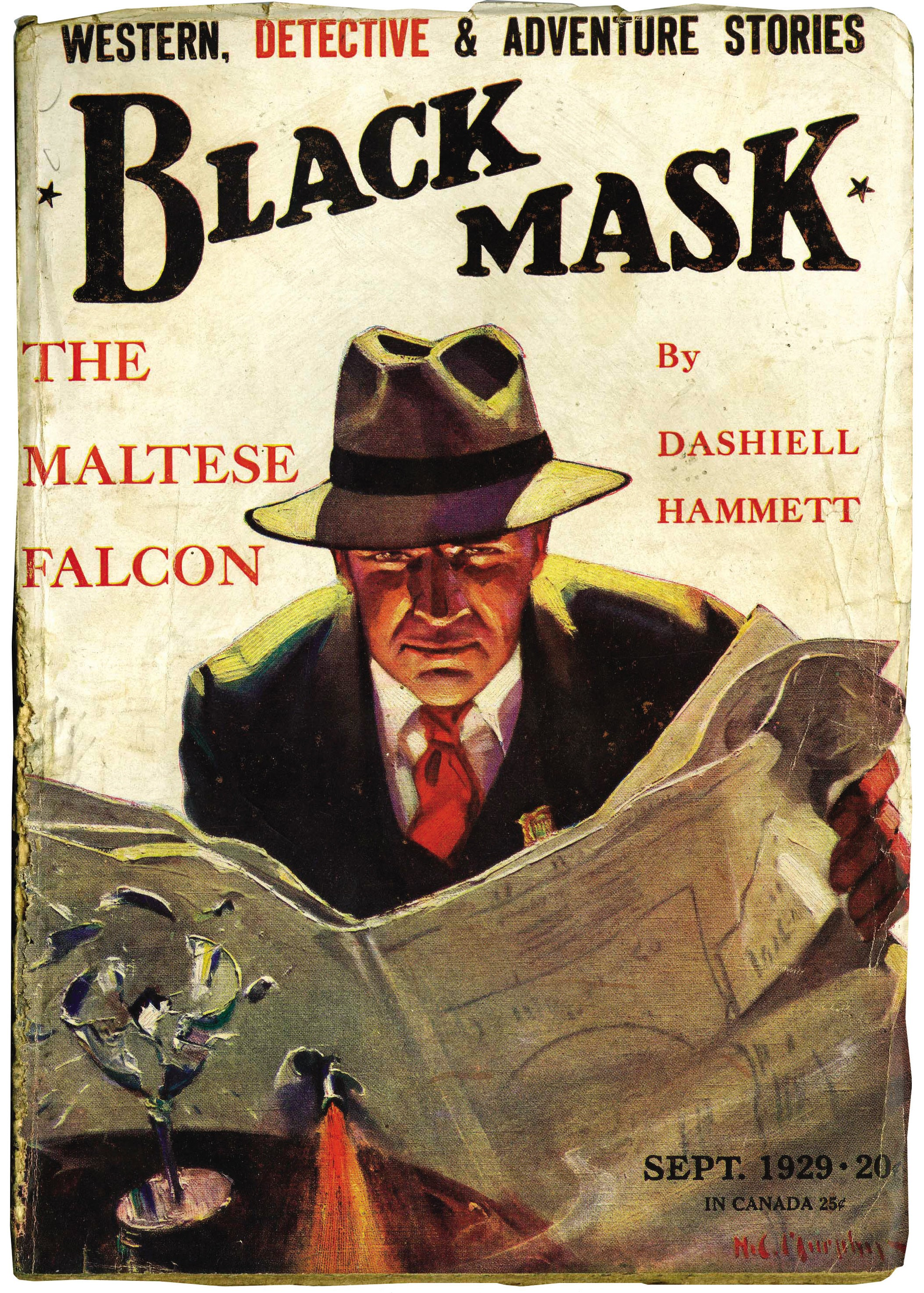
Black Mask, septembre 1929.

Ses premières nouvelles paraissent dès 1922 dans les pulps (pour « pulpe » : nom donné au mauvais papier imprégné de morceaux de bois sur lesquels ces ouvrages sont imprimés), puis viennent La Moisson rouge, Le Faucon de Malte et La Clé de verre, dont les adaptations cinématographiques connaîtront le succès. 
Comme Agatha Christie, il donne place à une justice non officielle, mais, contrairement à la romancière anglaise, dans un cadre moins feutré et beaucoup plus violent, où les activités de la mafia et la corruption des politiciens et des officiers de police sont omniprésentes. Sa brève carrière d'écrivain se termine en 1934, après avoir connu le succès de 1929 à 1934. Son roman L'Introuvable (The Thin Man) donne lieu à un film à succès, puis à une série cinématographique, où ses héros, Nick et Nora Charles, deviennent des icônes de la société américaine de l'entre-deux-guerres et rapportent à leur créateur des droits substantiels.
Le 22 novembre 1930, Dashiell Hammett rencontre à Hollywood, où il est scénariste pour les grands studios, celle qui va devenir sa compagne pour le reste de sa vie, la dramaturge Lillian Hellman, femme vive, ambitieuse, mondaine et agressive. Leurs relations sont houleuses : ils se séparent, se remettent ensemble, se séparent de nouveau. Ils s'aiment, ils se détestent. Toutefois, elle lui donne les moyens de vivre. Elle le soutient moralement pendant la Deuxième Guerre mondiale. En 1942, Dashiell Hammett écrit le scénario de l'adaptation cinématographie de la pièce de Lillian Hellmann Watch on the Rhine. Le film Quand le jour viendra (Watch on the Rhine) sort en avril 1943 et vaut à Hammett d'être nommé pour l'Oscar du meilleur scénario adapté. En dépit de la fructueuse collaboration artistique entre Dashiell et Lillian, et de leur vie commune, Hellmann refuse de payer la caution de Hammett lorsqu'il est condamné à la prison sous le maccarthysme.

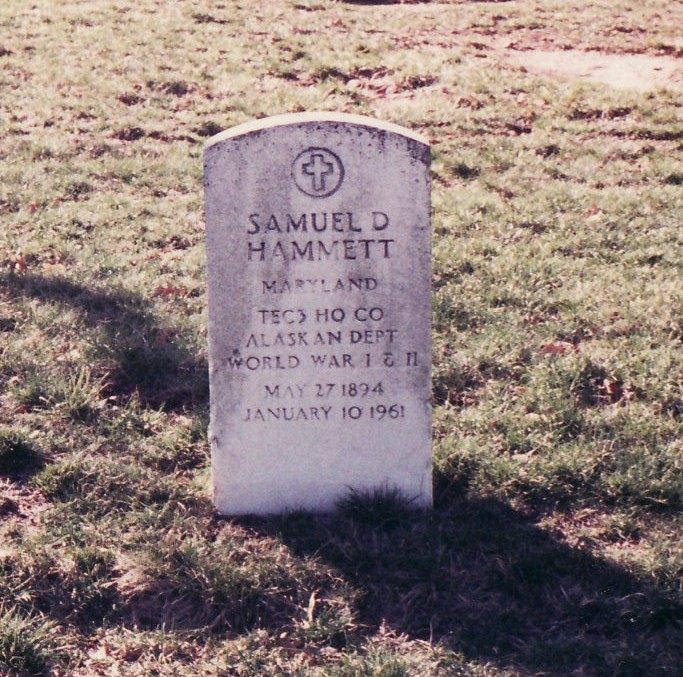
La tombe de Dashiell Hammett

La seconde partie de la vie de Dashiell Hammett est dominée par l'alcoolisme et le harcèlement dont il fait l'objet pendant la chasse aux sorcières maccarthyste. Accusé de communisme par la Commission des activités antiaméricaines dirigée par le sénateur Joseph McCarthy, il est envoyé en prison. Hammett n'a jamais caché ses sympathies pour cette idéologie et a été compagnon de route des communistes. Il a été président du Civil Rights Congress de New York. Il a fréquenté Frédérick Vanderbilt, journaliste au Daily Worker. En 1951, Hammett est traité de « conspirateur rouge » et de « subversif très dangereux » par le magazine Hollywood Life. Ses ouvrages sont retirés des bibliothèques publiques à cette période. Ils y retrouveront leur place après l'intervention du président Eisenhower.
Alcoolique et malade de la tuberculose, Dashiell Hammett meurt à New York en 1961, d'un cancer du poumon,.
Dashiell Hammett a écrit six romans, dont un non policier et inachevé (Tulip), et 65 nouvelles.

## Œuvre

### Romans
- Red Harvest (1929) Publié en français sous le titre La Moisson rouge dans une traduction de P.J. Herr, Paris, Gallimard, coll. Chefs-d'œuvre du roman d'aventures, 1932 Publié en français sous le titre La Moisson rouge dans une traduction révisée par Henri Robillot, Paris, Gallimard, Série noire no 56, 1950 ; réédition, Paris, Gallimard, La Poche noire no 38, 1968 ; réédition Paris, Gallimard, Carré noir no 309, 1979 ; réédition, Paris, Gallimard, Folio no 1979, 1988 Publié en français sous le titre Moisson rouge dans une nouvelle traduction intégrale, Paris, Gallimard, Série Noire, 2009.  (ISBN 978-2-07-078656-5) (texte du Quarto ci-dessous, paru en 2009, moins deux modifications)
- The Dain Curse (1929) Publié en français sous le titre Sang maudit dans une traduction de Henri Robillot, Paris, Gallimard, coll. Chefs-d'œuvre du roman d'aventures, 1933 ; réédition, Paris, Gallimard, Série noire no 74, 1951 ; réédition, Paris, Gallimard, La Poche noire no 53, 1968 ; réédition Paris, Gallimard, Carré noir no 318, 1979 ; réédition, Paris, Gallimard, Folio no 1868, 1987 Publié en français dans une nouvelle traduction intégrale, Paris, Gallimard, Folio policier no 609, 2011 (texte du Quarto ci-dessous, paru en 2009)
- The Maltese Falcon (1930) Publié en français sous le titre Le Faucon de Malte dans une traduction d'Édouard Michel-Tyl, Paris, Gallimard, coll. Le Scarabée d'or, n°3, 1936 Publié en français dans une nouvelle traduction par Henri Robillot sous le titre Le Faucon de Malte, Paris, Gallimard, Série noire n°58, 1950 ; réédition sous le titre Le Faucon maltais, Paris, Gallimard, La Poche noire no 5, 1967 ; réédition sous le titre Le Faucon maltais Paris, Gallimard, Carré noir no 116, 1973 ; réédition sous le titre Le Faucon de Malte, Paris, Gallimard, Folio no 1873, 1987 ; réédition sous le titre Le Faucon de Malte, Paris, Folio policier no 50, 1999 Publié en français dans une nouvelle traduction intégrale, Paris, Gallimard, Folio policier no 644, 2012 (texte du Quarto ci-dessous, paru en 2009)
- The Glass Key (1931) Publié en français sous le titre La Clé de verre dans une traduction de P.J. Herr, Paris, Gallimard, coll. Chefs-d'œuvre du roman d'aventures, 1932 Publié en français sous le titre La Clé de verre dans une traduction révisée par Marcel Duhamel et Renée Vavasseur, Paris : Gallimard, Série noire no 23, 1949 ; réédition Paris, coll. Livre de poche Policier no 1569, 1965 ; réédition Paris, Gallimard, Carré noir no 97, 1972 ; réédition, Paris, Gallimard, Folio no 2234, 1991 ; réédition, Paris, Gallimard, Folio policier no 17, 1998 Publié en français dans une nouvelle traduction intégrale sous le titre La Clé de verre, voir Quarto ci-dessous
- The Thin Man (1934) Publié en français sous le titre L'Introuvable dans une traduction de Henri Robillot, Paris, Gallimard, Série Noire no 68, 1950 ; réédition, Paris, Gallimard, La Poche noire no 32, 1968 ; réédition Paris, Gallimard, Carré noir no 246, 1976 ; réédition, Paris, Gallimard, Folio no 1898, 1987 ; réédition, Paris, Folio policier no 383, 2005 Publié en français dans une nouvelle traduction intégrale sous le titre L'Introuvable, Paris, Gallimard, Folio policier n°645, 2012 (texte du Quarto ci-dessous, paru en 2009)
- Romans : Moisson rouge - Sang maudit - Le Faucon maltais - La Clé de verre - L'Introuvable, nouvelle traduction intégrale des romans par Pierre Bondil et Natalie Beunat, Paris, Gallimard, coll. Quarto, 2009  (ISBN 978-2-07-078329-8)
- Tulip (1966), roman semi-autobiographique et inachevé Publié en français sous le titre Tulip, dans Le Sac de Couffignal, Paris, Gallimard, Carré noir no 346, 1966

### Recueils de nouvelles
- The Adventures of Sam Spade (1944)
- The Continental Op (1945)
- The Return of the Continental Op (1945)
- Hammett Homicides (1946)
- A Man Named Thin (1962)
- The Big Knockover (1966), recueil publié par Lillian Hellman et qui contient Tulip, le roman inachevé de Hammett.
- Lost Stories (2005), recueil posthume

### Nouvelles
Tous les titres français ci-dessous sont ceux de l'édition intégrale des nouvelles intitulée Coups de feu dans la nuit, Paris, Éditions Omnibus, 2011.

#### Nouvelles de la sérieContinental Op
- Arson Plus (1923), nouvelle signée Peter Collinson Publié en français sous le titre L'Incendiaire
- Crooked Souls ou The Gatewood Caper (1923) Publié en français sous le titre La Fille de papa (ou Âmes malhonnêtes)
- Slippery Fingers (1923) Publié en français sous le titre Les Doigts glissants
- It ou The Black Hat That Wasn't There (1923) Publié en français sous le titre Le Chapeau noir dans la chambre obscure
- Bodies Piled Up ou House Dick (1923) Publié en français sous le titre Flic maison
- The Tenth Clew (1924) Publié en français sous le titre Le Dixième Indice
- Night Shots (1924) Publié en français sous le titre Coups de feu dans la nuit
- Zigzags of Treachery (1924) Publié en français sous le titre La Mort du docteur Estep
- One Hour (1924) Publié en français sous le titre Une heure (parfois titré Une heure bien remplie)
- The House in Turk Street (1924) Publié en français sous le titre La Maison de Turk Street
- The Girl with the Silver Eyes (1924) Publié en français sous le titre La Fille aux yeux d'argent
- Women, Politics and Murder ou Death on Pine Street (1924) Publié en français sous le titre Crime dans Pine Street (parfois titré Un cadavre dans la rue)
- Who Killed Bob Teal? (1924) Publié en français sous le titre Qui a tué Bob Teal ?
- The Golden Horseshoe (1924) Publié en français sous le titre Au fer à cheval d'or
- Mike, Alec or Rufus ou Tom, Dick or Harry (1925) Publié en français sous le titre Un inconnu dans la maison
- The Whosis Kid (1925) Publié en français sous le titre Le Môme Machin
- The Scorched Face (1925) Publié en français sous le titre Pièges à filles
- Corkscrew (1925) Publié en français sous le titre Un petit coin tranquille
- Dead Yellow Women (1925) Publié en français sous le titre Crime en jaune (parfois titré Double Crime ou Meurtres à Chinatown)
- The Gutting of Couffignal (1925) Publié en français sous le titre Le Sac de Couffignal (parfois titré Casse-pipe à Couffignal)
- Creeping Siamese (1926) Publié en français sous le titre Rats de Siam
- The Big Knockover ou The Great Knockover (1927) Publié en français sous le titre Le Grand Braquage
- $106,000 Blood Money (1927) Publié en français sous le titre Le Prix du sang (parfois titré Dollars de sang)
- The Main Death (1927) Publié en français sous le titre L'Affaire Main (parfois titré La Mort de Jeffrey Main)
- This King Business (1928) Publié en français sous le titre Le Coup du roi
- Fly Paper (1929) Publié en français sous le titre Papier tue-mouches
- The Farewell Murder (1930) Publié en français sous le titre Meurtre à Farewell
- Death and Company (1930) Publié en français sous le titre Mort et Cie

#### Nouvelles de la sérieSam Spade
- A Man Called Spade (1932) Publié en français sous le titre On demande Spade
- Too Many Have Lived (1932) Publié en français sous le titre Trop ont vécu
- They Can Only Hang You Once (1932) Publié en français sous le titre On ne peut vous pendre qu'une fois

#### Autres nouvelles
- The Parthian Shot (1922) Publié en français sous le titre La Flèche du Parthe (voir Flèche du Parthe)
- Immortality (1922), signé Daghull Hammett Publié en français sous le titre Immortalité
- The Barber and His Wife (1922), nouvelle signée Peter Collinson Publié en français sous le titre Le Barbier et sa femme
- The Road Home (1922) Publié en français sous le titre Retour au pays
- The Master Mind (1923) Publié en français sous le titre Le Cerveau
- The Sardonic Star of Tom Doody, sous ce titre signé Peter Collinson, ou Wages of Crime (1923) Publié en français sous le titre Le Salaire du crime
- The Man Who Stood in the Way ou The Vicious Circle, sous ce titre signé Peter Collinson (1923) Publié en français sous le titre Le Dernier Obstacle
- The Joke on Eloise Morey (1923) Publié en français sous le titre Aux dépens d'Eloise Morey
- Holiday (1923) Publié en français sous le titre Vacances
- The Crusader (1923), signé Mary Jane Hammett Publié en français sous le titre Le Croisé
- The Dimple ou In the Morgue (1923) Publié en français sous le titre À la morgue
- The Green Elephant (1923) Publié en français sous le titre L'Éléphant vert
- The Second-Story Angel (1923) Publié en français sous le titre L'Ange de l'étage
- Laughing Mask sous ce titre signé Peter Collinson, ou When Luck's Running Good (1923) Publié en français sous le titre Quand la chance vous sourit
- Itchy ou Itchy the Debonair (1924), signé Peter Collinson Publié en français sous le titre Itchy le bienséant
- The Man Who Killed Dan Odams (1924) Publié en français sous le titre L'homme qui tua Dan Odams
- The Judge Laughed Last ou The New Racket (1924) Publié en français sous le titre Le juge rit le dernier
- Esther Entertains (1924) Publié en français sous le titre Esther reçoit
- Afraid of a Gun (1924) Publié en français sous le titre L'homme qui avait peur des armes à feu
- Nightmare Town (1924) Publié en français sous le titre Cauchemar Ville (parfois titré Un sale bled)
- Another Perfect Crime (1925) Publié en français sous le titre Un nouveau crime parfait
- Ber-Bulu ou The Hairy One (1925) Publié en français sous le titre Le Velu
- Ruffian's Wife (1925) Publié en français sous le titre Femme d'aventurier
- The Nails in Mr. Cayterer Publié en français sous le titre Le Calvaire de Mr Cayterer
- The Assistant Murderer (1926) Publié en français sous le titre Le Complice
- The Diamond Wager (1929), signé Samuel Dashiell Publié en français sous le titre Pari pour un diamant
- On the Way (1932) Publié en français sous le titre Hollywood Story
- Woman in the Dark (1933) Publié en français sous le titre La Femme dans l'ombre
- Night Shade (1933) Publié en français sous le titre Le Paria
- Albert Pastor at Home (1933) Publié en français sous le titre Fais à autrui
- Two Sharp Knives (1934) Publié en français sous le titre Deux fines mouches
- His Brother's Keeper (1934) Publié en français sous le titre J'avais un frère
- This Little Pig (1934) Publié en français sous le titre Ce petit cochon
- A Man Named Thin (1961) Publié en français sous le titre Mister Thin (parfois titré Les Diamants dans les épinards)

### Autres publications
- From the Memoirs of a Private Detective (article paru en 1923) Publié en français sous le titre Souvenirs d'un détective privé, dans Hollywood Story, Paris, Le Rocher, 2002
- Secret Agent X-9 (1934-1935) Publié en français sous le titre L'agent secret X9, scénario de BD : X9 contre le dominateur (You're the Top), Le Mystère des armes silencieuses (The Mystery of the Silent Guns), L'Affaire Martyn (The Martin Case) et La Voiture en flammes (The Torch Car Case), Paris, Hachette, 1935 Réédition en 4 volumes, Paris, Futuropolis, 1980, 1981 Réédition en un seul volume, Paris, Denoël, 2003
- Selected Letters of Dashiell Hammett 1921-1960 (2001) Publié en français sous le titre La mort, c'est pour les poires, correspondance traduite par Natalie Beunat, Paris, Éditions Allia, 2002,  (ISBN 2-84485-092-8) ; réédition, Paris, Points Seuil, 2016

### Recueils de nouvelles en français
- Le Grand Braquage (The Big Knockover) Traduction Janine Hérisson et Henri Robillot, préface de Lillian Hellman Paris, Gallimard, Série Noire no 1205, 1968
- Le Dixième Indice et autres enquêtes du Continental Op (The Tenth Clew) Traduction France-Marie Watkins Paris, Denoël, coll. Sueurs froides no 1802, 1976 Paris, coll. Folio no 1802, 1980
- Le Sac de Couffignal (The Gutting of Couffignal) Traduction Janine Hérisson et Henri Robillot, posface de Lillian Hellman Paris, Gallimard, Série Noire no 1217, 1968
- Le Papier tue-mouches (Fly Paper) Traduction Janine Hérisson et Henri Robillot, postface de Lillian Hellman Paris, Gallimard, Série Noire no 1211, 1968
- Le Meurtre de Farewell (The Farewell Murder) Paris, 1001 nuits, 1994
- Piège à filles (The Scorched face) Paris, Presses de la Cité, 1950, Un mystère no 24, coll. Presses Pocket no 780, 1970
- Flic maison Paris, Presses de la Cité, 1950, Un mystère no 20  Réédition Paris, Editions Opta, Les Classiques du roman policier no 44, 1967 Réédition Paris, Presses Pocket no 723
- Crime en jaune (Dead Yellow Woman) Paris, Presses de la Cité, 1950 Nouvelle traduction de Natalie Beunat sous le titre Meurtre à Chinatown, Paris, Presses Pocket, coll. Bilingue, 2003
- La Femme dans l'ombre Première édition pirate à l'enseigne de Sir Francis Drake, Paris, 1980. Recueil de sept nouvelles bloquées par Lililan Hellman
- La Femme dans l'ombre (Woman in the Dark) Paris, Christian Bourgois, coll. 10/18, 1987
- Coups de feu dans la nuit (Intégrale des nouvelles) Paris, Omnibus, 2011. Cette édition intégrale des nouvelles, dont les traductions ont été révisées, contient pour la première fois les quinze nouvelles de Dashiell Hammet découvertes en 2011, et inconnues jusqu'alors, retrouvées dans les archives du Harry Ransom Center à l'Université d'Austin au Texas[8].
- Le Chasseur et autres histoires Traduction Natalie Beunat, Paris, Gallimard, 2016.

### Études sur Dashiell Hammett
- Jean-Pierre Deloux, Dashiell Hammett, Les infréquentables, Ed. du Rocher, 1994.
- Natalie Beunat, Dashiell Hammett, coll. Parcours d'une œuvre, Encrage, 1997.
- Richard Layman, Dash. La Vie de Dashiell Hammett, Fayard, Paris, 1981 texte du livre précédent, entièrement revu et modifié par l'auteur et traduit par Philippe Mikriammos, L'Insaisissable, la vie de Dashiell Hammett, Paris, Pierre-Guillaume de Roux, 2011
- Joe Gores, Hammett, roman, trad. F.M. Watkins Gallimard, Paris, coll. Super noire no 57, 1976 Gallimard, Paris, Carré noir no 449, 1982 Gallimard, Paris, Série noire no 2366, 1994 (texte intégral) Gallimard, Paris, Folio policier, 2009

### Films
- Fred Zinnemann, Julia, 1978, relatant un épisode de la relation de Lillian Hellman avec Dashiell Hammett
- Wim Wenders, Hammett, 1982, d'après le roman de Joe Gores

### Correspondance
La Mort, c'est pour les poires, correspondance 1921-1960, trad. de Natalie Beunat, Allia, 2002.

### Autre publication
- Interrogatoires (transcription des interrogatoires de Dashiell Hammett devant la Commission sénatoriale américaine), traduction de Natalie Beunat, Paris, Allia, 2009

## Sources
- Claude Mesplède (dir.), Dictionnaire des littératures policières, vol. 1 : A - I, Nantes, Joseph K, coll. « Temps noir », 2007, 1054 p. (ISBN 978-2-910686-44-4, OCLC 315873251), p. 923-926.
- Claude Mesplède, Les années "Série noire" : bibliographie critique d'une collection policière, vol. 1 : 1945-1959, Amiens, Editions Encrage, coll. « Travaux » (no 13), 1992 (ISBN 978-2-906389-34-2).
- Claude Mesplède, Les années "Série noire" : bibliographie critique d'une collection policière, vol. 2 : 1959-1966, Amiens, Editions Encrage, coll. « Travaux » (no 17), 1993 (ISBN 978-2-906389-43-4).
- Claude Mesplède et Jean-Jacques Schleret, SN, voyage au bout de la Noire : inventaire de 732 auteurs et de leurs œuvres publiés en séries Noire et Blème : suivi d'une filmographie complète, Paris, Futuropolis, 1982, 476 p. (OCLC 11972030), p. 174-178.